# 루트 푸흐스
루트 푸흐스(독일어: Ruth Fuchs, 1946년 12월 14일~2023년 9월 20일)는 전 동독의 창던지기 선수이다.
독일 작센안할트주 에겔른 출신으로 1972년과 1976년 하계 올림픽 2연속 금메달리스트인 푸흐스는 1970년대에 6개의 창던지기 세계 기록들을 세웠다.
그녀의 최고 기록은, 1980년 4월 스플리트에서 구식의 창던지기와 함께 69.96m의 성과를 거두었을 때이다. 이 일은 페트라 펠케(세계 기록 보유자), 안톄 켐페, 질케 렝크, 베아테 코흐, 카렌 포르켈, 타냐 다마스케에 이어 그녀를 7위에 들게 하였다.
동독의 공식 스포츠 프로그램의 하나로서, 그녀의 활동 기간 동안에 약물 사용을 인정하였다.
은퇴 후, 민주사회당(현재의 좌파당)의 국회 의원이 되었다.